# Alan Walsh (calciatore)
Alan Walsh (Hartlepool, 9 febbraio 1956) è un allenatore di calcio ed ex calciatore inglese, di ruolo attaccante.

## Biografia
Suo figlio Phil è a sua volta stato un calciatore professionista.

## Carriera

### Giocatore
Esordisce tra i professionisti nella stagione 1977-1978 con la maglia del Middlesbrough, con cui gioca 3 partite nella seconda divisione inglese. A fine stagione si trasferisce al Darlington, club di quarta divisione, dove gioca per 6 anni, sempre in questa categoria, segnando in totale 100 reti in partite ufficiali, 87 delle quali in 251 partite di campionato. Si trasferisce quindi al Bristol City, club di terza divisione, dove rimane fino al termine della stagione 1988-1989 giocando sempre stabilmente da titolare (218 presenze e 77 reti in partite di campionato) e vince un Football League Trophy, nella stagione 1985-1986.
Nell'estate del 1989 si trasferisce in Turchia al Beşiktaş, club della prima divisione locale, con cui rimane per due stagioni vincendo anche il campionato in entrambe le stagioni e mettendo a segno in totale 13 reti in 41 partite di campionato nell'arco del biennio; vince inoltre la Coppa di Turchia nella stagione 1989-1990 e la Supercoppa di Turchia nel 1989. Nella stagione 1991-1992 torna in patria, giocando in 4 diversi club (tutti di terza e quarta divisione) nell'arco di un unico campionato, per un totale complessivo di sole 11 presenze; gioca poi per un anno ad Hong Kong nella prima divisione locale, per poi tornare nuovamente in Inghilterra, dove trascorre la stagione 1993-1994 con i semiprofessionisti del Backwell United; l'anno seguente realizza una rete in 4 presenze con l'Hartlepool Utd, club della sua città natale, per poi trasferirsi al Bath City, dove conclude la sua ultima stagione della carriera.

### Allenatore
Tra il 2000 ed il 2011 ha allenato nelle giovanili del Bristol City; tra il 2012 ed il 2016 ha allenato nelle giovanili dei Bristol Rovers.

## Palmarès

### Giocatore

#### Competizioni nazionali
- Football League Trophy: 1

Bristol City: 1985-1986
- Campionato turco: 2

Besiktas: 1989-1990, 1990-1991
- Coppa di Turchia: 1

Besiktas: 1989-1990
- Supercoppa di Turchia: 1

Besiktas: 1989